# Архиепархия Кота-Кинабалу
Архиепархия Кота-Кинабалу (лат. Archidioecesis Kotakinabaluensis) — архиепархия Римско-Католической церкви c центром в городе Кота-Кинабалу, Малайзия. Архиепархия Кота-Кинабалу распространяет свою юрисдикцию на часть штата Сабах, Малайзия. В митрополию Кота-Кинабалу входят епархии Кенингау, Сандакана. Кафедральным собором архиепархии Кота-Кинабалу является церковь Святейшего Сердца Иисуса.

## История
Первая попытка создания католической церковной структуры в этой части острова Калимантан была предпринята Римским папой Иннокентием XII, который учредил 16 января 1692 года апостольский викариат Калимантана. Католическая миссия на Калимантан в то время не удалась — султан города Банджармасина запретил католическим миссионерам проникать в глубь острова.
4 сентября 1855 года Святой Престол учредил апостольский викариат Лабуана и Калимантана, выделив его из апостольского викариата Батавии (сегодня — Архиепархия Джакарты).
5 февраля 1927 года апостольский викариат Лабуана и Калимантана передал часть своей территории для возведения новой апостольской префектуре Саравака (сегодня — Архиепархия Кучинга) и одновременно был переименован в апостольский викариат Северного Борнео.
14 февраля 1952 года Римский папа Пий XII издал буллу Docet usus, которой переименовал апостольский викариат Северного Борнео в апостольский викариат Джессельтона.
22 марта 1968 года апостольский викариат Джессельтона принял название Кота-Кинабалу.
31 мая 1976 года Римский папа Павел VI издал буллу Quoniam Deo favente, которой преобразовал апостольский викариат Кота-Кинабалу в епархию. Первоначально епархия Кота-Кинабалу входила в митрополию Кучинга.
17 декабря 1992 года и 16 июля 2007 года епархия Кота-Кинабалу передала часть своей территории для возведения новых епархий Кенингау и Сандакана.
23 мая 2008 года Римский папа Бенедикт XVI выпустил буллу Cum Ecclesia Catholica, которой возвёл епархию Кота-Кинабалу в ранг архиепархии.

## Ординарии архиепархии
- епископ Эдмунд Дунн (4.05.1897 — 5.02.1927) — назначен апостольским префектом Саравака;
- епископ Август Вахтер (2.07.1927 — 1945);
- епископ James Buis (18.01.1947 — 1972);
- епископ Peter Chung Hoan Ting (1972—1975) — назначен апостольским викарием Кучинга;
- епископ Simon Michael Fung Kui Heong (29.08.1975 — 16.11.1985);
- архиепископ John Lee Hiong Fun-Yit Yaw (30.03.1987 — 1.12.2012).
- архиепископ John Wong Soo Kau (1.12.2012 — по настоящее время).